# Stereodon ozorezanensis
Stereodon ozorezanensis là một loài Rêu trong họ Hypnaceae. Loài này được (Paris) Broth. & Paris miêu tả khoa học đầu tiên năm 1908.